# 9838 Falz-Fein
9838 Falz-Fein este un asteroid din centura principală de asteroizi.

## Descriere
9838 Falz-Fein este un asteroid din centura principală de asteroizi. A fost descoperit pe 4 septembrie 1987 la Observatorul de Astrofizică din Crimeea de Liudmila Juravliova. El prezintă o orbită caracterizată de o semiaxă mare de 2,99 ua, o excentricitate de 0,06 și o înclinație de 5,9° în raport cu ecliptica.